# Tuncay Temeller
Tuncay Temeller (* 1948 in Zonguldak) ist ein ehemaliger türkischer Fußballspieler und -trainer. Durch seine lange Tätigkeit für Galatasaray Istanbul wird er stark mit diesem Verein assoziiert. Er war ein wichtiger Teil jener als legendär bezeichneten Mannschaft, die in den Spielzeiten 1970/71, 1971/72 und 1972/73 als erste türkische Mannschaft überhaupt dreimal in Folge die türkische Meisterschaft gewinnen konnte.

## Karriere

### Verein
Temeller durchlief die Nachwuchsabteilung vom Erstligisten PTT Ankara. 1968 wurde er beim damals in der 1. türkischen Liga tätigen Klub in den Profikader aufgenommen und absolvierte in seiner ersten Saison zehn Liga- und zwei Pokaleinsätze. In seiner zweiten Erstligasaison für PTT absolvierte er ebenfalls zehn Erstligaeinsätze.
Für die anstehende Saison 1970/71 wurde er zusammen mit zwei Teamkollegen Metin Kurt und Aydın Güleş von Galatasaray Istanbul verpflichtet. Galatasaray führte zu dieser Zeit eine Revision im Kader durch und stellte neben vielen neuen Spielern mit dem Engländer Brian Birch auch einen neuen Trainer ein. Dieser formte mit der relativ jungen Mannschaft eine schlagkräftige Truppe, die den türkischen Fußball in den nächsten fünf Jahren dominierte. Als erstes gewann man zum Saisonende der Spielzeit 1970/71 die türkischen Fußballmeisterschaft. Temeller stellte in dieser Spielzeit mit Muzaffer Sipahi, Ergün Acuner und Ekrem Günalp die erfolgreichste Abwehr der Liga dar, die in der gesamten Saison lediglich 18 Gegentreffer zuließ. Die Mannschaft gewann in den nachfolgenden zwei Spielzeiten erneut die Meisterschaft, in der Spielzeit 1972/73 gar das türkische Double und schaffte es damit als erste Mannschaft in der türkischen Fußballhistorie, dreimal in Folge die Meisterschaft der Süper Lig zu gewinnen. Die nachfolgenden Jahre verliefen eher enttäuschend für die Mannschaft und Temeller. Die Spielzeit 1973/74 beendete die Mannschaft hinter den Erwartungen abgeschlagen auf dem 5. Tabellenplatz und 1974/75 wurde der Verein mit fünf Punkten Unterschied zum Meister Fenerbahçe Istanbul Vizemeister. Zum Sommer 1976 wurde man zwar türkischer Pokalsieger, beendete aber die Liga auf dem dritten Tabellenplatz.
Nach diesen für die Vereinsführung enttäuschenden drei Spielzeiten entschied man, eine Revision im Kader durchzuführen, und trennte sich von einigen gestandenen Spielern, u. a. von Temeller. Im Gegensatz zu vielen anderen Spielern wurde Temeller nicht verkauft, sondern an den Zweitligisten Diyarbakırspor ausgeliehen. An dem Weggang Temellers waren neben seinen Leistungen auch einige Kontroversen mit dem Vereinsfunktionär Turgan Ece entscheidend, weswegen er einen schweren Stand bei Galatasaray hatte. Zu Diyarbakırspor gewechselt konnte er mit diesem Team die Zweitligasaison 1976/77 als Meister beenden und damit den ersten Aufstieg und die erste Erstligateilnahme der Vereinsgeschichte erreichen. Nach dem Aufstieg wurde Temellers Leihvertrag um eine weitere Saison verlängert, sodass er sich auch in der ersten Erstligasaison des Klubs im Kader befand.
Zur Saison 1978/79 kehrte Temeller zu Galatasaray zurück, nahm am vorsaisonalen Vorbereitungscamp des Vereins teil und gehörte auch zum Startkader des Vereins für diese Saison. Im Oktober 1978 wurde er aber an den nordosttürkischen Zweitligisten Rizespor abgegeben. In seiner ersten Saison bei diesem Klub beendete er mit seinem Team die Saison als Zweitligameister und schaffte damit den ersten Aufstieg in die Erstliga der Vereinsgeschichte. Nach dem Aufstieg erhielt er aber keine Vertragsverlängerung und wechselte stattdessen zum Zweitligisten Düzcespor. Bei diesem Verein spielte er eine unbekannte Zeit lang und beendete anschließend seine Karriere.

### Nationalmannschaft
Temellers Länderspielkarriere begann 1968 mit einem Einsatz für die türkische U-18-Nationalmannschaft. Nach neun Einsätzen für die U-18- spielte er ab dem Frühling 1971 für die türkische U-21-Nationalmannschaft. Für die U-21-Auswahl seines Landes spielte er bis ins Jahr 1973, obwohl er da deutlich über 21 Jahre alt war und folglich für diese Auswahl nicht zugelassen sein sollte.
Im Rahmen eines Testspiels gegen die bulgarische Nationalmannschaft wurde Temeller im Herbst 1982 Nationaltrainer Coşkun Özarı zum ersten Mal in den Kader der türkischen Nationalmannschaft nominiert. In dieser Partie gab er sein Länderspieldebüt. Bis zum Sommer 1984 wurde Temeller zehn weitere Male nominiert und absolvierte neun weitere Länderspiele.
1974 wurde Temeller vom türkischen Nationaltrainer Özarı in das Turnieraufgebot der türkischen Nationalmannschaft für den ECO-Cup 1974 nominiert. Temeller absolvierte während dieses Turniers zwei Partien und wurde mit seinem Team Turniersieger.

## Erfolge
Mit Galatasaray Istanbul
- Türkische Meister: 1970/71, 1971/72, 1972/73
- Türkischer Pokalsieger: 1972/73, 1975/76
- Sieger im Türkiye 50.Yıl Kupası: 1973
- TSYD-Istanbul-Pokalsieger: 1970/71

Mit Diyarbakırspor
- Meister der TFF 1. Lig und Aufstieg in die Süper Lig: 1976/77

Mit Çaykur Rizespor
- Meister der TFF 1. Lig und Aufstieg in die Süper Lig: 1976/77

Mit der Türkischen Nationalmannschaft
- ECO-Cup-Sieger: 1974